# Giovan Battista Boncori
Giovan Battista Boncori (Campli, 1643 – Roma, 22 maggio 1699) è stato un pittore italiano.

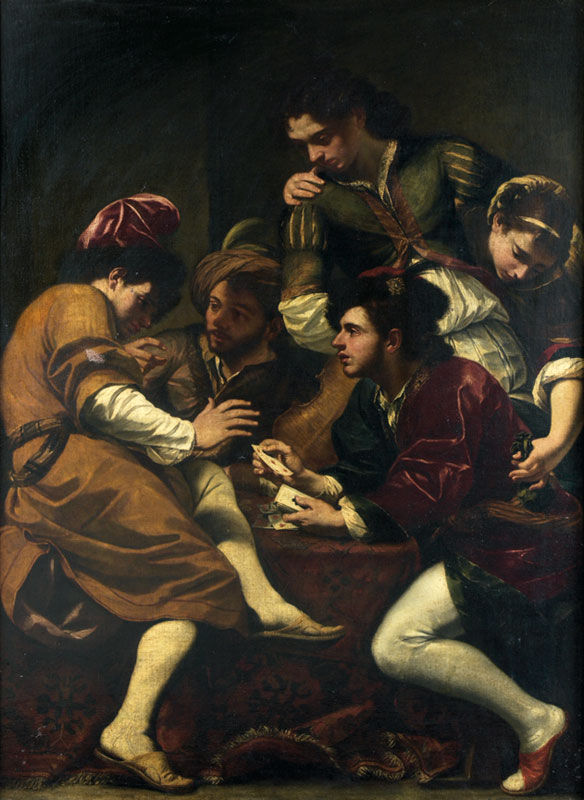
La parabola del figliol prodigo

Fu rettore e poi principe dell'Accademia di San Luca di Roma.

## Biografia
Si formò artisticamente in Lombardia, a Parma, a Venezia, a Ferrara ed infine a Cento, dove ebbe modo di studiare da vicino i lavori del Guercino.
Fu attivo prevalentemente a Roma, dove realizzò alcuni affreschi per la chiesa di San Carlo al Corso: nel 1678 venne ammesso all'Accademia di San Luca, di cui venne eletto primo rettore (1679) e più tardi Principe (1698); scelse come suo vicario Carlo Maratta, che gli succedette pochi mesi dopo a causa della sua improvvisa morte. Fra i suoi allievi, il pittore romano Arcangelo Resani (1670–1740).

## Opere
- Umiltà,Orazione,Perfezione,Fortezza, chiesa di San Carlo al Corso, Roma
- Visitazione, chiesa di S. Maria in Aquiro, Roma
- Madonna con Bambino,s. Anna e s. Giovannino adorati da S.Giacomo e s. Vincenzo Ferreri, chiesa di San Pietro, Ascoli Piceno
- Presentazione di Maria bambina al Tempio, chiesa della Santissima Annunziata, Teramo
- Gruppo di musici, The Chrysler Museum of Art Virginia USA
- Parabola del figliol prodigo, The Chrysler Museum of Art Virginia USA